# Aimée von Pereira
Aimée von Pereira (født 16. februar 2000) er en kvindelig tysk håndboldspiller som til daglig spiller for København Håndbold i Kvindehåndboldligaen.
Hun har tidligere spillet for Buxtehuder SV, TSV Bayer 04 Leverkusen, OGC Nice Côte d'Azur Handball og Nykøbing Falster Håndboldklub.
I september 2018 blev hun udnævnt af EHF, som en af de 20 mest lovende talenter i fremtiden, som er værd at holde øje med.